# Трухин, Александр Николаевич
Алекса́ндр Никола́евич Тру́хин (укр. Олександр Миколайович Трухін; род. 10 ноября 1986, Днепродзержинск, Днепропетровская область) — украинский политик. Народный депутат Украины IX созыва (2019—2023), член фракции «Слуга народа». Депутат Полтавского областного совета (2015—2019), где входил во фракцию Блок Петра Порошенко «Солидарность».

## Биография
Родился 10 ноября 1986 года в городе Днепродзержинск Днепропетровской области. Окончил Национальный горный университет по специальности «экономика предприятия».
Работал на предприятиях Днепропетровской и Полтавской областей, возглавлял аграрные предприятия. В 2014 году являлся директором предприятия «Воднолыжный клуб „Сентоза“». С 2014 по 2015 год — директор «Полтаварыбхоза», где также являлся председателем наблюдательного совета. По собственным словам работал в «Полтаварыбхозе» на безоплатной основе. Является учредителем предприятий «Фиана» и «Экодобробут», «Ферко Украина» и «Андреевка Агро».

### Политическая деятельность
Во время досрочных парламентских выборов 2014 года Трухин зарегистрировался как самовыдвеженец по 148 округу (Полтавская область), однако в итоге снял свою кандидатуру до начала голосования. В следующем году на местных выборах стал депутатом Полтавского областного совета от Блока Петра Порошенко «Солидарность». Являлся членом комиссии по вопросам аграрной политики и земельных отношений. По итогам 2016 года Трухин не посетил ни одного заседания комиссии. По данным интернет-издания «Полтавщина» в облсовете входил в группу влияния председателя Полтавского областного совета Александра Биленького. Являлся членом депутатской группы «За успешную Полтавщину».
На парламентских выборах 2019 года был избран народным депутатом по округу № 40 (Днепропетровская область) от партии «Слуга народа». В Верховной раде стал заместителем председателя комитета по вопросам бюджета.

## Личная жизнь
Женат, воспитывает двух сыновей.

## ДТП в 2021
В конце августа 2021 года во многих СМИ появилась информация о попадании Трухина в серьёзное ДТП (был пьяный за рулем) с участием главы комитета арбитров УАФ Лучано Лучи и о возбуждении уголовного дела.
В результате аварии Лучано Лучи и его переводчик были госпитализированы в больницу с травмами средней тяжести. Другие участники аварии не пострадали. Впоследствии эта новость исчезла со страниц более 30 СМИ или была там анонимизирована.
Как пояснил главред сайта «Главком», который также удалил новость, редакция это сделала из профессиональных соображений, потому что она базировалась на «показаниях свидетелей», а не на основе официальной информации Нацполиции.
Институт массовой информации сравнил результат от удаления новостей с так называемым эффектом Барбары Стрейзанд, когда информация, которую пытаются скрыть, наоборот массово распространяется.
30 августа журналисты сообщили со ссылкой на источники в полиции, что за рулем авто, ставшего причиной ДТП, был Виктор Склема, помощник депутата Полтавского областного совета Фахраддина Мухтарова, которому и принадлежит «Audi».
1 сентября Трухин направил письмо в ответ на запрос агентства Интерфакс. Он заявил, что максимально способствовал полиции при регистрации ДТП, и все водители прошли проверку на драггере. По словам депутата, ни у одного из них показатели алкоголя в крови не превышали норму.
Нацполиция передала материалы дела в ГБР, поскольку свидетели отметили, что на месте аварии был народный депутат. На данный момент Бюро проводит досудебное расследование. ГБР изучает доказательства и материалы, которые уже были собраны Нацполицией.
1 февраля 2022 года сайт Украинская правда опубликовало видео с нагрудной камеры полицейского, прибывшего первым на место ДТП с участием нардепа, на котором зафиксировано, что Трухин, имея признаки алкогольного опьянения, пытался сбежать в лес, предлагал 150 тыс. грн сотрудникам полиции, лишь бы ему дали возможность скрыться, отказывался проходить алкотест, пытался влиять на процессуальные процедуры сотрудников полиции демонстрируя удостоверение народного депутата и знакомство с министром МВД Денисом Монастырским, которому вероятно и звонил при свидетелях что бы «решить возникшую проблему». До сих пор нардеп не понес ответственности, а так же не понесли ответственности люди, которые предоставляли ложную информацию сотрудникам МВД Украины, а именно — человек, который указывал, что водитель — он, Трухин, и другие свидетели.
2 февраля 2022 года был исключён из партии.

## Мемы
После видео 1 февраля 2022 года в сети были опубликованы мемы на Трухина. Больше всего обыгрывалась фраза «Давайте я тихонько в лес пойду» и его предложение дать взятку. 3 февраля украинский блогер и музыкант Владимир Завгородний записал песню о Трухине и его поведение после ДТП, упоминается также Денис Монастырский, глава МВД, с которым Трухин пробовал «порешать» прямо на глазах полицейских.